# Йоганна Шаллер-Клір
Йоганна Шаллер-Клієр  (нім. Johanna Schaller-Klier, 13 вересня 1952) — німецька легкоатлетка, олімпійська чемпіонка.

## Виступи на Олімпіадах
| Олімпіада     | Дисципліна                    | Місце |
| ------------- | ----------------------------- | ----- |
| Монреаль 1976 | біг на 100 метрів з бар'єрами | 1     |
| Москва 1980   | біг на 100 метрів з бар'єрами | 2     |